# Liste der Kulturdenkmale in Brückfeld
In der Liste der Kulturdenkmale in Brückfeld sind alle Kulturdenkmale des zur Stadt Magdeburg gehörenden Stadtteils Brückfeld aufgelistet. Grundlage ist das Denkmalverzeichnis des Landes Sachsen-Anhalt, das auf Basis des Denkmalschutzgesetzes vom 21. Oktober 1991 erstellt und seither laufend ergänzt wurde (Stand: 31. Dezember 2022).

## Kulturdenkmale
| Lage | Bezeichnung                                | Beschreibung | Erfassungs- nummer | Ausweisungsart                                | Bild                                       |
| --- | ------------------------------------------ | --- | ------------------ | --------------------------------------------- | ------------------------------------------ |
| Am Charlottentor 21 (Karte) | Kaserne                                    | Die ehemalige Kaserne ist heute ein Wohnhaus. Errichtet wurde die Kaserne für die Feldartillerie in den Jahren 1899/1900. Hier wohnten verheiratete Soldaten. Es ist ein dreigeschossiger Ziegelbau im Stil der anderen Kasernen. | 094 71488          | Baudenkmal                                    | Kaserne                                    |
| An der Ölmühle 3, 8; Berliner Chaussee 66, 68; Ölweide 10, 12, 14, 16; Paul-Ecke-Straße; östlich der Elbe in Höhe der Angersiedlung zw. Berliner Chaussee und der alten Bahnlinie Magdeburg-Berlin (Karte) | Vereinigte Ölfabriken Hubbe und Farenholtz | Fabrik Die Gebäude der ehemaligen Ölmühle wurden ab 1891 in mehreren Bauphasen erbaut. | 094 81843          | Denkmalbereich                                | Vereinigte Ölfabriken Hubbe und Farenholtz |
| An der Ölmühle 3, Flur 722, Flurstück 10001, östlich der Elbe am Ende der Angersiedlung am Abzweig Berliner Chaussee/An der Ölmühle (Karte)                                                                | Villa                                      | Villa Die Villa gehörte zu den Vereinigte Ölfabriken Hubbe und Farenholtz und wurde 1891 oder kurz danach erbaut. Sie ist ein eineinhalbgeschossiger Ziegelbau mit einem Krüppelwalmdach und einen runden Eckturm auf der Rückseite. | 094 81843 001      | Teilobjekt eines Denkmalbereichs - Baudenkmal | Villa                                      |
| An der Ölmühle 8, östlich der Elbe an der ehemaligen Fabrikstraße gegenüber dem alten Kernwerk | Fabrik                                     | Fabrik | 094 81843 002      | Teilobjekt eines Denkmalbereichs - Baudenkmal |                                            |
| Ölweide 10, östlich der Elbe gegenüber der Anger-Siedlung an der Kreuzung An der Ölmühle/Ölweide | Wohnhaus                                   | Wohnhaus | 094 81843 003      | Teilobjekt eines Denkmalbereichs - Baudenkmal |                                            |
| Ölweide 12, 14, 16 östlich der Elbe in Höhe der Angersiedlung an der Kreuzung an der Ölmühle/Ölweide | Werkstattgebäude                           | Werkstattgebäude | 094 81843 004      | Teilobjekt eines Denkmalbereichs - Baudenkmal |                                            |
| Berliner Chaussee 66, 68; östlich der Elbe gegenüber der Angersiedling an der Einmündung zu An der Ölmühle (Karte)                                                                                         | Fachklinik Alte Ölmühle                    | Verwaltungsgebäude Das ehemalige Verwaltungsgebäude der Ölmühle wurde 1938 nach Entwurf des Architekten Heinrich Tessenow erbaut. Es ist ein langgestreckter, zweiteiliger Bau mit einem flachen Satteldach. In der Vergangenheit wurde das Objekt als Baudenkmal unter der Nummer 094 81848 geführt.                                                                                             | 094 81843 006      | Teilobjekt eines Denkmalbereichs - Baudenkmal | Fachklinik Alte Ölmühle                    |
| Paul-Ecke-Straße; östlich der Elbe im ehemaligen Farbrikareal Hubbe & Farenholtz (Karte) | Lager der Ölmühle Hubbe & Farenholtz       | Lager Das Lager gehörte zur Ölmühle Hubbe & Farenholtz. Es ist ein Hallenbau mit einem flachen Satteldach aus dem Jahr 1939. In der Vergangenheit wurde das Objekt als Baudenkmal unter der Nummer 094 81847 geführt. | 094 81843 006      | Teilobjekt eines Denkmalbereichs - Baudenkmal | Lager der Ölmühle Hubbe & Farenholtz       |
| Anna-Ebert-Brücke (Karte) | Anna-Ebert-Brücke                          | Die Brücke über die Alte Elbe wurde 1880/18882 erbaut. Sie ist 192 Meter lang und hat elf Joche. | 094 82656          | Baudenkmal                                    | Anna-Ebert-Brücke                          |
| Bandwirkerstraße 11 (Karte) | Wohnhaus                                   | Das fünfeinhalbgeschossige Wohnhaus wurde im Zeitraum 1888 bis 1890 im Stil des Neobarocks erbaut. Die linke Achse von vier Achsen wird bildet eine risalitähnliche Vorlage, die Fenster hier sind Doppelfenster. Über allen Fenstern befindet sich Stuckdekor. | 094 82660          | Baudenkmal                                    | Wohnhaus                                   |
| Bandwirkerstraße 12 (Karte) | Wohnhaus                                   | Das viereinhalbgeschossige Wohnhaus wurde 1890 erbaut. | 094 82659          | Baudenkmal                                    | Wohnhaus                                   |
| Bandwirkerstraße 13 (Karte) | Wohnhaus                                   | Das traufständige, dreigeschossige Wohnhaus wurde in der Zeit von 1870 bis 1880 erbaut. | 094 82658          | Baudenkmal                                    | Wohnhaus                                   |
| Bauhausstraße 1, 3-18 und weitere Häuser (Karte) | Anger-Siedlung                             | Die Siedlung wurde von 1927 bis 1929 im östlichen Abschnitt und von 1929 bis 1936 im westlichen Abschnitt erbaut, Bauherr war der Mieter-Bau- und Sparverein. Die viergeschossigen Häuserblocks haben Flachdächer. Das vierte Geschoss ist das Trockenbodengeschoss mit mezzaninähnlichen Fenstern.                                                                                               | 094 70737          | Baudenkmal                                    | Anger-Siedlung                             |
| Berliner Chaussee 42 (Karte) | Trinitatiskirche                           | Das evangelische Gemeindehaus mit Kapelle, genannt Ida-Hubbe-Stift, wurde 1916 erbaut und war eine Stiftung des Ölfabrikanten Gustav Hubbe in Gedenken an seine Mutter Ida Hubbe. Das ein- bis zweigeschossige Haus mit Dachreiter setzt sich aus dem giebelständigen Gemeindehaus und dem traufständigen Kapellenflügel zusammen.                                                                | 094 82486          | Baudenkmal                                    | Trinitatiskirche                           |
| Berliner Chaussee 51 (Karte) | Wohnhaus                                   | Das dreigeschossige, traufständige Wohnhaus wurde 1901 erbaut. Im mittleren und oberen Geschoss bilden die drei mittleren von insgesamt zehn Achsen einen Kastenerker mit Schweifgiebel, darunter befindet sich der Eingang. Die Fassade ist im Jugendstil geschmückt. | 094 71020          | Baudenkmal                                    | Wohnhaus                                   |
| Berliner Chaussee 66 (Karte) | Lager                                      | Das ehemalige Lager der Ölmühle ist heute eine Polizeiwache. | 094 81847          | Baudenkmal                                    | Lager                                      |
| Berliner Chaussee 113 (Karte) | Wohnhaus                                   | Es ist ein zweigeschossiger Ziegelbau, erbaut 1879 für den Besitzer einer dort ansässigen Knochenmühle und Leimkocherei. Das Haus hat sechs Achsen, an der rechten Seite befindet sich ein dreiachsiger giebelständiger Anbau. Das traufständige Wohnhaus mit Bruchsteinsockel und Halbwalmdach ist ein industriegeschichtlich bedeutsames Zeugnis für eine gründerzeitliche Fabrikniederlassung. | 094 82487          | Baudenkmal                                    | Wohnhaus                                   |
| Berliner Chaussee (Karte) | Kapelle                                    | Der Friedhof wurde 1815 angelegt, die Friedhofskapelle wurde 1901 als zweigeschossiger Ziegelbau errichtet. Das Geld zur Errichtung der Kapelle gab eine Stiftung der Fabrikanten-Gattin Louise Pahl. Im oberen Geschoss befindet sich die Aussegnungshalle, zum Eingang führt eine Freitreppe. Im unteren Geschoss ist eine kleine Leichenhalle.                                                 | 094 70271          | Baudenkmal                                    | Kapelle                                    |
| Brückstraße 2 (Karte) | Kaserne                                    | Die ehemalige Kaserne, heute Landeshauptarchiv, wurde im Jahre 1899 als Neues Feld-Artillerie-Kasernement errichtet. Sie wurde in dem Burgenstil mit drei bis vier Geschossen und Walmdächern erbaut. Der Stil erinnert an barocke Schlösser mit einem mittleren Treppenhaus und weit herausragenden Seitenrisaliten. Auf den Risaliten befinden sich Ecktürmchen.                                | 094 71334          | Baudenkmal                                    | Kaserne                                    |
| Herrenkrugstraße 197 (Karte) | Verwaltungsgebäude Herrenkrugstraße 197    | Verwaltungsgebäude und Betriebsbauten des Straßenbahndepots aus der Zeit um 1890 | 094 70965          | Baudenkmal                                    | Verwaltungsgebäude Herrenkrugstraße 197    |
| Turmschanzenstraße 2 (Karte) | Depot                                      | Das Depot ist das ehemalige Wagenhaus der Neuen Feld-Artillerie-Kaserne. Erbaut wurde das Depot im Zeitraum von 1880 bis 1890. Es ist ein zweigeschossiger Ziegelbau mit einem flachen Satteldach, an den Ecken des Dachs befinden sich Eckbekrönungen. | 094 82870          | Baudenkmal                                    | Depot                                      |
| Turmschanzenstraße 6 (Karte) | Wohnhaus                                   | Das fünfgeschossige Wohnhaus wurde im Jahre 1886 erbaut. Es ist ein Ziegel-Putz-Bau im Stil des Historismus. | 094 82186          | Baudenkmal                                    | Wohnhaus                                   |
| Turmschanzenstraße 25 (Karte) | Pionierkaserne                             | Die ehemalige Kaserne für Pioniere wurde in den Jahren 1899 und 1900 im Stil der Neorenaissance erbaut. | 094 71333          | Baudenkmal                                    | Pionierkaserne                             |
| Turmschanzenstraße 27-32 (Karte) | Angerkaserne                               | Die ehemalige Angerkaserne, zeitweise Von-Seeckt-Kaserne, wurde von 1912 bis 1913 im Stil des Neobarock erbaut. | 094 82868          | Baudenkmal                                    | Angerkaserne                               |
| Wiesenburger Straße 2 (Karte) | Wohnhaus                                   | Wohnhaus | 094 18274          | Baudenkmal                                    | Wohnhaus                                   |

## Ehemalige Denkmale
Die nachfolgenden Objekte waren ursprünglich ebenfalls denkmalgeschützt oder wurden in der Literatur als Kulturdenkmale geführt. Die Denkmale bestehen heute jedoch nicht mehr, ihre Unterschutzstellung wurde aufgehoben oder sie werden nicht mehr als Denkmale betrachtet.
| Lage | Bezeichnung                                       | Beschreibung | Erfassungs- nummer | Ausweisungsart                                | Bild                  |
| --- | ------------------------------------------------- | --- | ------------------ | --------------------------------------------- | --------------------- |
| Berliner Chaussee 66 (Karte)                                                                             | Fabrik                                            | Fabrik, wird zumindest seit 2009 nicht mehr als Denkmal geführt | 094 81846          |                                               | BW                    |
| Gübser Weg 17 (Karte)                                                                                    | Fabrik                                            | Fabrik, wird zumindest seit 2009 nicht mehr als Denkmal geführt | 094 82490          |                                               | BW                    |
| Herrenkrugstraße, MVB-Hauptwerkstatt (Karte)                                                             | Historische Fahrzeuge der Magdeburger Straßenbahn | vier Triebwagen und zwei Beiwagen, wird zumindest seit 2009 nicht mehr als Denkmal geführt |                    |                                               | BW                    |
| Ölweide (alt: Berliner Chaussee 66) östlich der Elbe in Höhe der Anger-Siedlung im ehemaligen Werksareal | Mühle                                             | Mühle In der Vergangenheit als Teilobjektes des Denkmalbereichs Vereinigte Ölfabriken Hubbe und Farenholtz geführt. | 094 81843 005      | Teilobjekt eines Denkmalbereichs - Baudenkmal |                       |
| Turmschanzenstraße (Karte)                                                                               | Kaiserpoller-Geländer                             | Uferbefestigung, das Kaiserpoller-Geländer befand sich am Ostufer der Alten Elbe. Im Zuge von Veränderungen an den Hochwasserschutzanlagen wurde die Uferbefestigung im Jahr 2015 abgerissen und noch im selben Jahr aus dem Denkmalverzeichnis ausgetragen. | 094 71335          | Baudenkmal                                    | Kaiserpoller-Geländer |
| Turmschanzenstraße 18 (Karte)                                                                            |                                                   | Genehmigter Abbruchantrag aus dem Jahr 2001 |                    | Baudenkmal                                    | BW                    |
| Zuckerbusch                                                                                              | Bahnhof Friedrichstadt                            | Verwaltungsgebäude, wird zumindest seit 2009 nicht mehr als Denkmal geführt | 094 81814          |                                               |                       |

## Legende
In den Spalten befinden sich folgende Informationen:
- Lage: Nennt den Straßennamen und wenn vorhanden die Hausnummer des Kulturdenkmals. Die Grundsortierung der Liste erfolgt nach dieser Adresse. Der Link „Karte“ führt zu verschiedenen Kartendarstellungen und nennt die geographischen Koordinaten.
Link zu einem Kartenansichtstool, um Koordinaten zu setzen. In der Kartenansicht sind Baudenkmale ohne Koordinaten mit einem roten bzw. orangen Marker dargestellt und können in der Karte gesetzt werden. Baudenkmale ohne Bild sind mit einem blauen bzw. roten Marker gekennzeichnet, Baudenkmale mit Bild mit einem grünen bzw. orangen Marker.
- Offizielle Bezeichnung: Nennt den Namen, die Bezeichnung oder zumindest die Art des Kulturdenkmals und verlinkt, soweit vorhanden, auf den Artikel zum Objekt.
- Beschreibung: Nennt bauliche und geschichtliche Einzelheiten des Kulturdenkmals, vorzugsweise die Denkmaleigenschaften.
- Erfassungsnummer: Für jedes Kulturdenkmal wird in Sachsen-Anhalt eine 20stellige Erfassungsnummer vergeben. Die letzten zwölf Ziffern werden für die Untergliederung nach Teilobjekten genutzt und werden nur angegeben, soweit vergeben. In dieser Spalte kann sich folgendes Icon  befinden, dies führt zu Angaben zu diesem Baudenkmal bei Wikidata.
- Ausweisungsart: Die Einordnung des Denkmales nach § 2 Abs. 2 DenkmSchG LSA
- Bild: Ein Bild des Denkmales, und gegebenenfalls einen Link zu weiteren Fotos des Kulturdenkmals im Medienarchiv Wikimedia Commons. Wenn man auf das Kamerasymbol klickt, können Fotos zu Kulturdenkmalen aus dieser Liste hochgeladen werden: